# Chips (gruppo musicale)
Chips è stato un gruppo musicale svedese, formato nel 1979 e dissoltosi nel 1983.

## Storia
Vinsero il Melodifestivalen del 1982 con Dag efter dag.

## Formazione
- Britta Johansson (1979-1981)
- Elisabeth Andreassen (1980-1983)
- Kikki Danielsson (1979-1983)
- Lasse Holm (1979-1981, compositore 1982-1983)

## Discografia

### Album studio
- Chips (1980)
- Having a Party (1982)

### Raccolte
- 20 bästa låtar (1997)